# Hugo Chávez
Hugo Rafael Chávez Frías, född 28 juli 1954 i Sabaneta, Barinas, död 5 mars 2013 i Caracas, var Venezuelas president från 1999 fram till sin död 2013 samt partiledare för det styrande Venezuelas förenade socialistiska parti. Chávez förespråkade ökat samarbete mellan de latinamerikanska länderna och antiimperialism, samtidigt som han förhöll sig mycket kritisk till konservatism, nyliberalism och USA:s utrikespolitiska hållning gentemot Latinamerika.

## Barndom
Hugo Rafael Chávez Frías föddes år 1954 i delstaten Barinas och växte upp under mycket fattiga förhållanden. De första levnadsåren tillbringade han i en liten hydda hos sin mormor, då hans föräldrar inte hade råd att ha honom hemma. Mormoderns inflytande kom att betyda mycket för hans filosofi. ”[H]on lärde mig om vikten av solidaritet, värdighet och sympati för de mest utsatta, även när man själv inte har mycket att äta”, sa Chávez i en intervju år 2007. Under barndomen utvecklade Chávez ett stort intresse för baseboll, målning, historia och skönlitteratur. Framför allt hans läsning av den marxistiske poeten Pablo Neruda och författaren Jorge Luis Borges samt upplysningsfilosofer som Jean-Jacques Rousseau skulle senare komma att influera hans politiska filosofi. Kontakten med den venezuelanska historien var avgörande för Chávez politiska utveckling. I Ezequiel Zamora, den progressive liberalen som ledde ett bondeuppror på 1850-talet mot Venezuelas ”styrande oligarki”, fann Chávez en själsfrände från den nationella historien. Också Simón Bolívar, en av Latinamerikas största progressiva frihetshjältar, som ledde ett blodigt befrielsekrig mot de spanska kolonisatörerna, kom att influera den unge Chávez politiska utveckling. Bolívar påverkade Chávez till en sådan grad att hans latinamerikanska integrationsprojekt fick namnet ”den bolivarianska revolutionen”. Han blev tidigt troende kristen men har även kritiserat katolska kyrkan. Chávez räknas till de kristna socialisterna.

## Yrkesliv fram till 1998

### Karriär inom det militära (1970–1989)
Vid 17 års ålder blev Hugo Chávez antagen till Venezuelas militärakademi. Där tillhörde han den första generation som fick genomleva den så kallade Plan Andrés Bello, en militär utbildningsdoktrin som syftade till att – utöver den militära utbildningen – ge unga kadetter en filosofisk, estetisk och humanistisk värdegrund. Politiska, militära och etiska debatter uppmuntrades, vilket ledde till att Chávez kunde fördjupa sitt intresse för Bolívar, Zamora och europeiska filosofer som Marx och Voltaire. År 1975 tog Chávez examen från militärhögskolan med toppbetyg i alla ämnen. Efter att ha studerat antigerillakrigföring, strid i bergslandskap och stridsvagnar fick han snabbt en tjänst som officer inom fallskärmsjägarna. Mellan 1975 och 1978 ledde han en antigerillaenhet som bekämpade den då kraftigt marginaliserade marxistiska gerillan Bandera Roja. Senare fick han tjänst som major vid Venezuelas militärhögskola. Vid denna tid började han kritisera den venezuelanska militärledningen för brott mot de mänskliga rättigheterna i kampen mot gerillan. Chávez motsatte sig tortyr och dödande av fångade gerillasoldater och påstådda medhjälpare, vilket ledde till att han skaffade sig både fiender och allierade inom militären. Mot slutet av 1970-talet inledde Chávez ett samarbete med andra radikala militärer och civilister, vilket slutligen, under 1980-talet, skulle leda till bildandet av den radikala politiska rörelsen MBR-200.

### El Caracazo och den misslyckade statskuppen (1989–1992)
En händelse som skulle visa sig direkt avgörande för Chávez politiska utveckling var El Caracazo (”kaoset i Caracas” i ungefärlig svensk översättning). År 1989 genomförde den dåvarande presidenten Carlos Andrés Perez, efter påtryckningar från Internationella valutafonden (IMF), nyliberala ekonomiska reformer. Dessa slog hårt mot den offentliga sektorn; allmänna sjukhus och välfärdsprogram privatiserades eller avskaffades helt, vilket ledde till kraftigt ökad fattigdom i det redan fattiga Venezuela. Hundratusentals människor gav sig ut på gatorna för att protestera mot reformerna. Reaktionen från myndigheterna blev hård, hundratals obeväpnade demonstranter sköts ihjäl av polisen under perioden februari–mars 1989, och undantagstillstånd infördes i hela landet. Massakern övertygade Chávez om att Perez demokratiskt valda regering var olaglig, och revolutionärerna i MBR-200, som hade fått förstärkning av unga officerare som motsatte sig Perez agerande under El Caracazo, satte planer i verket för att störta regeringen. Chávez fick under 1991 befäl över elitstyrkan Grupo Acciones de Comando, och det var den som skulle bli spjutspetsen i kuppförsöket mot Perez i februari 1992. Statskuppen misslyckades, vilket bland annat berodde på undermålig kommunikation mellan de militära enheterna. Innan Chávez gav upp fick han tillfälle att tala inför folket i samtliga venezuelanska tv-kanaler, där han yttrade de berömda orden ”vi har misslyckats – tills vidare”. Framträdandet skulle göra stort intryck på den venezuelanska arbetar- och medelklassen, där han bland vissa sågs som en hjälte som vågat stå emot Carlos Andrés Perez regering. Efter statskuppen fängslades Chávez, men han benådades två år senare efter hårda påtryckningar från allmänheten. Under Chávez tid i fängelse växte hans rykte bland folket, och hans berömda ”por ahora” (”tills vidare”) blev ett bevingat slagord bland många regeringskritiker på gatorna.

### Vägen till presidentposten (1994–1998)
Efter frigivandet 1994 gav sig Chávez ut på en turné till alla landets delar, där han besökte slumområden, deltog i lokala möten och försökte sprida budskapet om ”en ny demokratisk bolivarianism”, tänkt att bryta ned de gamla maktgruppernas monopol på makten samt inkludera den tidigare exkluderade fattiga befolkningen i den politiska processen. Han misstroddes av delar av den venezuelanska allmänheten – även delar av vänstern – vilka av tradition såg militärer som ett hot mot demokratin. I presidentvalet 1998 vann Chávez med 56,2 procent av rösterna. Hans närmaste konkurrent, Henrique Salas Römer, fick 39 procent.

## Chávez som president

### Översikt (1998–2010)

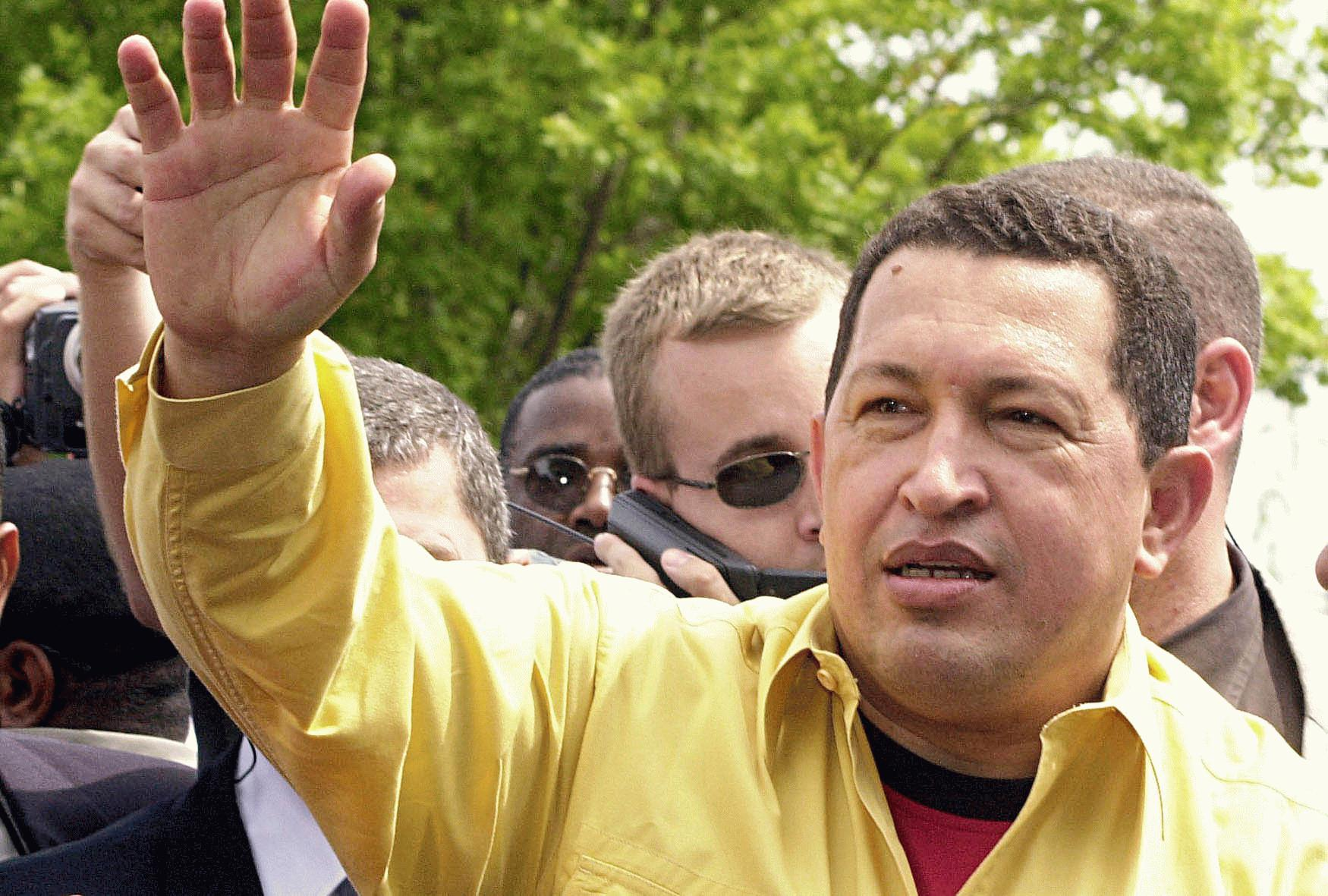
Hugo Chávez i Porto Alegre, Brasilien, januari 2003.

Chávez uttalade mål efter valsegern 1998 var att eliminera fattigdomens strukturella rötter, att ta tag i det utbredda problemet med korruption samt inkludera den fattiga delen av befolkningen i den politiska processen. Politiskt hade Venezuela präglats av nyliberala reformer under större delen av 1980- och 90-talet, vilka ledde till kraftigt ökad fattigdom och ökad maktkoncentration i den gamla elitens händer. Utrikespolitiskt grundlade han ett program baserat på latinamerikansk integration samt en kraftig betoning på antiimperialism, vilket snabbt gjorde honom mycket impopulär bland vissa i nykonservativa kretsar i USA. Hans kraftigaste stöd fanns bland Venezuelas fattiga majoritet.
Chávez kallade sitt politiska projekt den bolivarianska revolutionen, vars syfte är att införa ”2000-talets socialism” (Socialismo del siglo XXI), och då inte bara i Venezuela utan i hela Latinamerika. Mottot är ”Fädernesland, socialism eller döden” (Patria, socialismo o muerte).[källa behövs]

#### Reformer
Chávez vann popularitet genom subventioner och fri sjukvård. Många fattiga venezuelaner såg även Chávez som den förste presidenten som representerade deras intressen. I presidentvalet år 2000 vann han med 59,76 procent av rösterna. År 2004 försökte oppositionen tvinga honom att avgå genom att utlysa en folkomröstning där hans förtroende bland folket sattes på spel. Den omröstningen vann Chávez med 59 procent mot 40 procent.

#### Val och folkomröstningar
I presidentvalet 2006 vann Chávez med 62,84 procent av rösterna över huvudopponenten Manuel Rosales, som fick 36,89 procent. Valet övervakades av OAS, Carter Center och Europeiska unionen, vilka certifierade valutgången. EU-observatörerna riktade dock kraftig kritik mot att offentligt anställda under arbetstid arbetade på kampanjen för Chávez (p. 2 och 5 på s. 33 i rapporten), att statliga medier öppet stödde Chávez (p. 3 på s. 33 i rapporten), att valhemligheten bröts av valnämnder (p. 8 på s. 33 i rapporten) samt att hela 15 procent av vallokalerna inte mötte internationella krav (p. 10 på s. 33 i rapporten). Rapporten:.
Chávez utlyste 2007 en omstridd folkomröstning om en ny konstitution, där presidenten bland annat ville ta bort omvalsbegränsningar i nationella och lokala val, införa förbud mot ”diskriminering på grund av sexuell läggning”, lagstifta om sex timmars arbetsdag samt att Venezuela i grunden skulle ses som en ”socialistisk stat”. Chávez förlorade folkomröstningen med 49 procent mot 51 procent. I februari 2009 vann Chávez en folkomröstning som enbart gällde möjlighet till omval i lokala och nationella val. Folkomröstningen bevakades på plats av utsända från USA:s utrikesdepartement, Europaparlamentet och icke-statliga North American Congress on Latin America, vilka meddelade omvärlden att omröstningen ”över lag var rättvis, transparent och fri från oegentligheter”.

### Cancern (2011–2013)
Chávez meddelade sommaren 2011, efter att ha akutopererats på Kuba den 10 juni, att han drabbats av cancer. Senare kom han att genomgå ytterligare tre operationer på Kuba under ett och ett halvt års tid. Chávez själv har anklagat USA för att vara skyldigt till att ge honom och andra sydamerikanska ledare cancer, och efter hans död uttalade sig hans vicepresident Nicolás Maduro i liknande banor. Den 5 mars 2013 avled Chávez på ett militärsjukhus i Caracas.

### Kritik mot Chávez
Kritiken mot Chávez under 2000-talet, från mindre delar av det venezuelanska samhället, omfattade en rad områden. Redan tidigt anklagades han för att vara auktoritär och inkompetent. Delar av den inhemska pressen anklagade honom för censur, medan andra sektorer av samhället anklagade honom för att ignorera korruptionen och inte ta ordentliga tag för att förbättra sjukvården. Utländska oljebolag beskattades hårdare, vilket bland annat på grund av strejker och brist på resurser ledde till minskad oljeproduktion. Samtidigt tredubblades statens inkomster från oljan, vilket gav större möjligheter till satsningar inom den offentliga sektorn. Flera oljebolag lämnade landet, medan andra stannade kvar för att skriva på nya kontrakt i mångmiljardklassen.

#### Statskupp
Det största hotet mot Chávez regering kom dock i form av en statskupp i april 2002, som iscensattes av stora delar av oppositionen, många av de privata tv-kanalerna och delar av den venezuelanska militären. Interimspresidenten, affärsmagnaten Pedro Carmona, sa sig representera landets affärsmän och lovade att omedelbart stoppa regeringens sociala program efter maktövertagandet. Carmona hade stort stöd från Chávezkritiska folkmassor på gatorna och vann omedelbart efter maktövertagandet stöd från USA. Efter 48 timmar störtades dock den nya interimsregeringen, då yngre officerare i den venezuelanska militären efter påtryckningar från massiva Chávezvänliga demonstrationer i Caracas valde att vara lojala med den demokratiskt valda regeringen och konstitutionen. Under oroligheterna dödades flera Chávezanhängare då de gav sig ut på gatorna för att visa sitt stöd för presidenten. Många analytiker från USA menar dock att statskuppen var legitim, eftersom motståndet mot Chávez var så stort i breda folklager.

### Utrikespolitiska ställningstaganden

#### Latinamerika och USA
Chávez hade under sin tid vid makten knutit nära band med andra vänsterregeringar i Latinamerika, såsom Evo Morales i Bolivia, Rafael Correa i Ecuador, Lula da Silva i Brasilien, Raúl Castro på Kuba, Daniel Ortega i Nicaragua och Cristina Fernández de Kirchner i Argentina. Tillsammans bildade många av vänsterregeringarna handelsblocket ALBA, som var tänkt att vara en motvikt till de hårt kritiserade frihandelsavtalen med USA. Hugo Chávez kallade projektet ”latinamerikansk integration”, vilket skulle syfta till att bryta USA:s hegemoni över kontinenten och öka tilltron och handeln mellan medlemsstaterna.
Parallellt blev relationerna mellan USA och Venezuela tämligen kyliga under Chávez tid vid makten. Chávez anklagade USA för att dels ha givit stöd till statskuppen 2002, dels ha lagt sig i landets inre angelägenheter genom donationer till oppositionspolitiker. USA, å andra sidan, kritiserade Chávez för den förda oljepolitiken – som ledde till dyrare olja för USA. USA såg även Chávez som en destabiliserande kraft i regionen.
Relationerna med Colombia var under perioder mycket spända. Colombia anklagade Chávez för att ge stöd till FARC-gerillan, medan Venezuela anklagade Colombia för att gynna paramilitär aktivitet inom Venezuelas gränser. Länderna bröt även vid upprepade tillfällen både handelskontrakt och diplomatiska förbindelser. I februari 2010, i samband med ett möte i Mexiko, visade dock båda länderna tecken på försoningsvilja. Vid en räd mot FARC, utförd av colombiansk militär på ecuadorianskt territorium i mars 2008, påstod den colombianska regeringen sig ha beslagtagit dokument som visade att Chávez givit 300 miljoner dollar till organisationen. FARC-EP:s högste ledare Alfonso Cano tillbakavisade uppgifterna i augusti 2009. Interpol sa att innehållet var autentiskt och att dokumentens innehåll inte hade förändrats under handläggningen av de colombianska myndigheterna. Webbplatsen Colombiareports.com, som citerar Europapress avseende ett utomstående fall, hävdar i motsats till Interpols offentliga rapport att en medlem i den colombianska säkerhetspolisen ska ha erkänt att filerna ändrades under de första dagarna i statens ägo. Denna källa erkänner dock uttryckligen Interpols rapport.[källa behövs]
Vapen som Sverige sålde till Venezuela år 1985 hamnade sedan i händerna på FARC-gerillan, och Sverige avbröt sedermera helt sin export av vapen till Venezuela efter att man beslutat att inte godta Chávez förklaringar.

#### Samarbete med oljeproducenter
Vidare knöt Chávez nära band med andra oljerika nationer världen över, såsom Iran och Libyen, där han öppet stödde Muammar al-Gaddafi under det folkliga upproret och libyska inbördeskriget 2011, med vilka han hoppades bilda en ekonomisk motvikt till USA. Förhållandet till Ryssland blev också kraftigt stärkt under de sista åren av Chávez styre. Rysslands president Medvedev kallade samarbetet Ryssland–Venezuela ”en nyckelfaktor för säkerheten i regionen”.

#### Mellanöstern
I samband med Libanonkriget 2006 tog han ställning genom att kalla hem Venezuelas chargé d’affaires från Israel. Israel svarade med att kalla hem sin ambassadör från Venezuela.
Chávez tog avstånd från det folkliga upproret i Syrien och gav stöd till Baathpartiets regering under president Bashar al-Assad.

#### Övrigt
Han gav sig även ut på långa turnéer jorden runt, där han bland annat träffade Bill Clinton, Aleksandr Lukasjenko och Nicolas Sarkozy.

### De sociala missionerna
Chávez uttalade mål var att utradera fattigdomen i Venezuela. För detta ändamål instiftade hans regering 2003 ett antal så kallade bolivarianska missioner. Mission Robinson skulle hjälpa unga och gamla venezuelaner som inte hade haft tillgång till ordentlig skolgång att lära sig läsa och skriva. Misión Ribas erbjöd äldre ungdomar utan fullständig gymnasieutbildning gratis gymnasieutbildning. Unesco beskrev skolreformerna som lyckade och konstaterade i en rapport att analfabetismen i Venezuela hade utraderats. Mission Mercal var en landsomfattande varuhuskedja som sålde mat och andra produkter till kraftigt subventionerade priser. Misión Barrio Adentro erbjöd alla venezuelaner gratis sjukvård i tre steg: grundläggande vård, specialistvård och avancerad vård. Mission Guaicaipuro syftade till att säkerställa den venezuelanska ursprungsbefolkningens rättigheter, medan andra mer kontroversiella missioner, som Mission Zamora, gav fattiga bönder rätt att expropriera storbönders mark, vilket vållade kraftiga protester bland jordägare på den venezuelanska landsbygden vilka ansåg att Chávez ”visade bristande respekt för privat egendom”.  
Effekterna av Chávez missioner var omstridda. Kritiker menade att de positiva effekterna åts upp av korruption, inkompetens och ineffektiv byråkrati, medan förespråkare pekade på att fattigdomen i Venezuela minskade från 48,7 procent 1999 till 28,5 procent 2007, samtidigt som den så kallade extrema fattigdomen minskade från 21,7 procent år 1999 till 8,5 procent under 2007. År 2010 publicerade OAS, ECLEC och Världsbanken en gemensam rapport där resultatet visade att fattigdomen minskade ytterligare under perioden 2007–2009, från 28,5 procent 2007 till 23 procent år 2009. Venezuela steg mellan 1998 och 2010 i det så kallade Human Development Index, från 101:a plats 1998 till 79:e plats 2009. Enligt tidskriften The Economist räknades Venezuela som en ”hybridregim”. Freedom House rankade Venezuela som en ”demokrati med förhinder”.

### Chávez och medierna
Chávez genomförde flera förändringar av medielandskapet. Flera av dessa begränsade tryck- och yttrandefriheten. Bland annat stängdes regeringskritiska radio- och tv-stationer ned och tv-kanaler tvingades ibland att avbryta sina sändningar för att i stället sända Chávez tal. Chávez försökte under sin regeringstid främja bildandet av alternativa mediekanaler. Närradio, som ägdes av lokala kvarter, ökade från 50 stationer 2002 till 300 stationer 2006. Syftet med lokalradion var, enligt kvartersorganisationerna, att människor i fattiga områden skulle ha en möjlighet att nå ut med en åsikt och beskriva sin egen vardag. För att möjliggöra detta lanserade regeringen en landsomfattande kampanj i mediekunskap, där tiotusentals människor fick lära sig hur man använde en kamera, sände i radio och redigerade oklippt material. Chávez startade även tre nya public service-kanaler, bland dem kulturkanalen Vive TV, vars uttalade mål var att skildra "[L]atinamerika ur latinamerikanernas eget perspektiv" och att "beskriva verkligheten ur de fattigas synvinkel". Public service-kanalerna kritiserades av bland andra Connie Mack IV, en amerikansk kongressledamot från Republikanska partiet, känd för sitt extrema motstånd mot Hugo Chávez och som beskrev kanalerna som ”statskontrollerad antiamerikansk propaganda” och föreslog att USA borde använda radarstörningsteknik för att slå ut kanalernas sändningar.
Efter statskuppen mot regeringen 2002 blev förhållandet mellan Chávez och vissa av de inhemska tv-kanalerna högst antagonistiskt. Tv-kanalen som stod i centrum för regeringens uppmärksamhet, RCTV, hade en aktiv roll i planeringen och genomförandet av statskuppen mot Chávez. I januari 2010 stängde regeringen tillfälligt ned RCTV med hänvisning till Venezuelas medielagar, som krävde av tv-kanaler att de inte skulle visa sex, våld och fult språk vid tidpunkter då barn var vakna. I februari 2010 registrerade sig RCTV med CONATEL och återfick därmed rätten att fortsätta sändningarna i hela Venezuela.
I juni 2010 utfärdades en häktningsorder för majoritetsägaren i Globovision, som tillsammans med bland annat Venevision och Televen var tre av många regeringskritiska tv-kanaler i landet. Även hans son begärdes häktad. De flydde bägge till USA, där de sas överväga att söka politisk asyl.[källa behövs]

### Kulturpolitik
Chávez genomförde ett flertal reformer inom det kulturella området. Hans uttalade mål var att minska den amerikanska konsumtionskulturens inflytande i det venezuelanska samhället, för att i stället ge företräde för latinamerikanska och europeiska kulturyttringar. I december 2005 införde regeringen en lag om mediernas ansvarstagande som krävde av lokala radiostationer att 50 procent av musiken som spelades måste vara inhemsk folkmusik, vilket ledde till ett uppsving för folkmusiker som Simón Díaz. Chávez ökade även anslagen till bokcirklar och lät trycka upp hundratusentals exemplar av bland annat Miguel de Cervantes Don Quijote och Victor Hugos Samhällets olycksbarn, vilka distribuerades gratis bland befolkningen. Victor Garcia, en förlagsredaktör i Caracas, kritiserade samtidigt Chávez för att inte subventionera bokimporter: ”Hur kommer det sig att en regering som vill främja läsandet kan tillåta världens högsta bokpriser?” Chávez lanserade även en landsomfattande kampanj för att höja ursprungsbefolkningens status. Bland annat föreslog han att vattenfallet Angelfallen parallellt borde benämnas Kerepakupai merú (Den djupaste platsens vattenfall), vilket är ursprungsbefolkningens namn på fallen. Han betonade dock att Angelfallen skulle vara det officiella namnet även i framtiden. I juni 2009 introducerades en ny medielag som tvingade nationella kanaler att producera mer än 70 procent av sitt material i Venezuela samt att avbryta sändningar för att visa meddelanden från presidenten.

### Ekonomisk politik
Chávez ekonomiska politik hade sin grund i landets stora oljeresurser. Tack vare höjda skatter för utländska bolag som utvinner olja i Venezuela, samt nationaliseringar av delar av industrin, har den venezolanska staten mångdubblat inkomsterna från oljan. De statliga oljeintäkterna har ökat från 6 miljarder dollar årligen 1999, till 25 miljarder dollar årligen 2005. Pengarna har möjliggjort kraftigt ökade anslag för välfärdssatsningar inom sjukvård, infrastruktur, skola, m.m. Den statliga inblandningen inom det ekonomiska fältet växte under Chávezadministrationen. Anslagen till utbildning ökade från 3,4% av BNP 1998 till 5,1% 2006. Anslagen till sjukvården ökade markant från 1,8% av BNP år 2000, till 7,71% av BNP år 2006. Många analytiker menade dock att Venezuela måste bryta sitt beroende av oljeexporterna och istället satsa på andra delar av industrin, något som kritiker menar att Chávez delvis har misslyckats med. Konfiskering av privata affärer förekommer om de "stör samhället", vilket i praktiken innebär att om de inte följer prisbegränsningarna utsatta av regeringen beslagtas affären. Istället väljer många affärsägare att inte sälja något och hyllorna gapar tomma. I början av 2010 genomförde Venezuela en devalvering av valutan på 50%.

### Kontroversiella uttalanden
Hugo Chávez har ibland tagit till hårda ord mot högerledare. Som exempel kan nämnas att han kallade Tysklands förbundskansler Angela Merkel för nazist,
I september 2006 kallade Chávez George W. Bush för "djävulen". Han har flera gånger hotat att stoppa oljeleveranserna till USA om de lägger sig i landets affärer.
Han ska också ha kallat Spaniens premiärminister José María Aznar för fascist.
I samband med Libanonkriget 2006 gjorde Chavez uttalanden som jämförde Israel med Adolf Hitler och beskrev dess handlingar som ett "nytt Förintelsen", samt klandrade USA för deras engagemang och kallade det en terroriststat.
I samband med den amerikanska presidentvalskampanjen 2008 kallade Chavez presidentkandidaten Barack Obama för "el negro"¨("den svarte"), och vid Förenta nationernas klimatkonferens i Köpenhamn 2009 sade han att talarstolen luktade svavel, en anspelning på hans tidigare kommentarer om Bush.
Vid ett toppmöte mellan de latinamerikanska presidenterna i Cancún, Mexiko, i februari 2010, skrek Chavez till Colombias president Álvaro Uribe: ¡Vete al carajo! eller "dra åt helvete!".
Efter att den inter-amerikanska kommissionen för mänskliga rättigheter, en del av Organization of American States, i en 300 sidor lång rapport kritiserat Venezuela för brott mot de mänskliga rättigheterna, förklarade Chavez den 25 februari 2010, att Venezuela skall lämna kommissionen, att rapporten var "skräp", att kommissionen var en "maffia" och att kommissionens ordförande var "en skit".

### Anklagelser om politiska fångar
Enligt kritiker har Chávez låtit fängsla domaren María Lourdes Afiuni på falska anklagelser om korruption, för att hon inte häktade den misstänkte (bankmannen Eligio Cedeño), utan frigav honom villkorligt.
Den 12 juli 2010 arresterades politikern Alejandro Peña Esclusa på anklagelser för terrorism. Alejandro Peña själv hade påtalat i videofilmer på Internet att regeringen var i färd med att fabricera bevis mot honom, och vid husrannsakan bröt polisen mot lagen, men domaren dömde vid häktningsförhandlingen att det var befogat med motiveringen att den misstänkte annars kanske inte skulle kunna dömas. Av dessa skäl betraktas han allmänt bland regimkritiker som en politisk fånge som fängslats för att inte kunna delta i valkampanjen.
Det förekommer ett utbrett polis- och militärvåld samt trakasserier av MR-grupper och journalister i landet enligt svenska utrikesdepartementet.
Domstolsväsendet anses inte oberoende, rättssäkerheten är otillfredsställande och det råder utbredd korruption. Tortyr förekommer, och det finns uppgifter om utomrättsliga avrättningar. Även godtyckliga frihetsberövanden förekommer. Överbeläggning och utbrett våld försämrar de redan omänskliga förhållandena i landets fängelser.